# 이자슬라프 4세

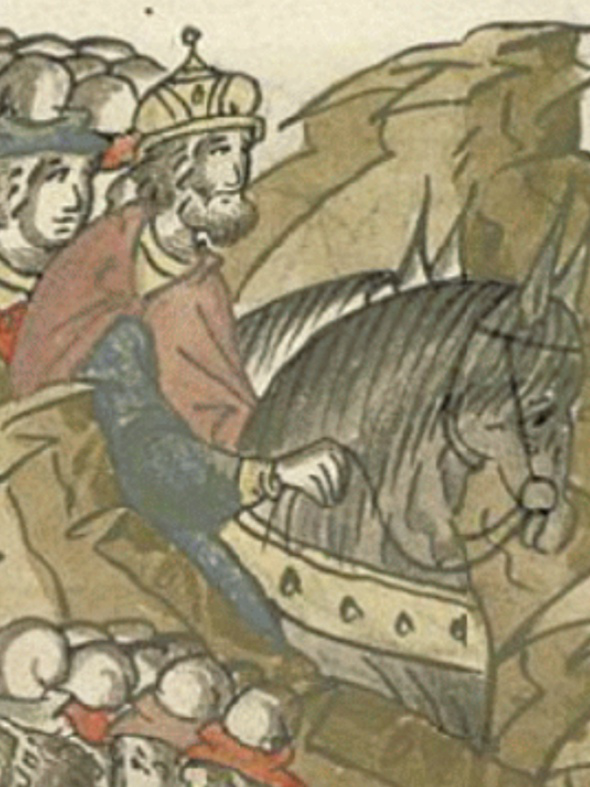

이자슬라프 4세(러시아어: Изяслав Владимирович 이자슬라프 블라디미로비치[*], 1186년 ~ 몰년 미상)는 키예프 대공국의 대공(재위: 1235년 ~ 1236년)이다. 류리크 왕조 출신이다.
갈리치아의 블라디미르 3세 공작의 아들로 태어났다. 테레보블랴 공작(1210년), 노우호로드시베르스키 공작(미상 ~ 1235년)을 역임했다.
| 전임 블라디미르 4세 | 키예프 대공 1235년 ~ 1236년 | 후임 야로슬라프 3세 (블라디미르의 야로슬라프 2세) |